# Anita Nderu
Anita Nderu, também conhecida como Gacheri ou Njeri (nascida em 9 de fevereiro de 1990, em Eldoret, Grande Vale do Rifte, no Quênia), é uma apresentadora de rádio e de TV, mestre de cerimônias, dubladora e âncora de notícias. Ela foi escolhida uma das 100 Mulheres da BBC em 2017.

## Vida pessoal
Anita Nderu nasceu e cresceu na cidade de Eldoret, no Quênia. Filha de Papeas Lewis Nderu (descendente de Quicuio) e de Josephine Hassan Nderu (Somali). Ela tem dois irmãos e uma irmã: Kariuki 'Koki' Nderu (engenheiro médico), Wilfred Kinyanjui Nderu ou Sparky Nderu (designer gráfico), e Vanessa Mumbi Nderu (organizadora de eventos). Ela é prima de Sarah Hassan, uma atriz, modelo e ex-apresentadora de TV queniana. Quando ela tinha 15 anos, sua família se mudou para Campala, na Uganda.
Em 2021, ela se casou com Barrett Raftery (diretor executivo de uma ONG internacional que leva tecnologia de energia solar para as comunidades pobres do mundo, nascido em São Francisco, nos EUA), em Naniuqui, no Quênia. O casamento com vestido branco aconteceu dois dias depois do casamento queniano tradicional (conhecido como ruracio) e contou com a presença dos familiares e dos amigos mais próximos do casal.
Em 2022, ela ficou grávida e deu à luz a uma menina chamada Kaya Gacheri Catalina Raftery, no dia 26 de agosto de 2022 às 3h48, em uma cesariana de emergência.

## Vida profissional
Ela estudou na Gulab Lochab Academy, no Vienna College e depois frequentou a United States International University Africa (USIU), onde se formou em administração de empresas.
Quando era adolescente, Anita Nderu fez muitos testes para atuar e, quando pensou em desistir, foi chamado para um teste de cultura pop.
Ela iniciou sua carreira na grande mídia no programa 'Teen Republik', na NTV Kenya, nas manhãs de sábado, onde ficou por dois anos. Depois ela foi para a rádio Capital FM, para ser âncora do 'Hits Not Homework', um boletins de notícias noturno e diário. Nesse período, ela também foi convidada para palestras e para apresentar o programa 'The Trend', NTV Kenya. Em 2019, Anita expôs sua luta contra a depressão e os pensamentos suicidas. Algum tempo depois, ela saiu da rádio Capital FM.
Em 2019, ela também atuou em Plan B, uma comédia romântica, com roteiro e direção de Lowladee Omolola Adeleke.
Anita Nderu também seguiu a onda de personalidades com canais no youtube, onde ela apresenta o programa The Overdressed Cook, onde recebeu convidades da comunidade LGBTQIA+.
Em 2021, ela pediu demissão da grande mídia para trabalhar como criador de conteúdo online, e vem atuando em prol da causa ambiental.

## Reconhecimentos
2017 - Abryanz Style & Fashion Awards para personalidade feminina da mídia mais bem vestida na África
2017 - BBC 100 Mulheres